# Uku (cours d'eau)
L’Uku est une rivière de la république démocratique du Congo. C'est un affluent de la Lowa, et donc un sous-affluent du fleuve Congo.